# Ksar Hellal (délégation)
Ksar Hellal est une délégation tunisienne dépendant du gouvernorat de Monastir.
| Hommes | Classe d’âge | Femmes |
| ------ | ------------ | ------ |
| 708    | 75 ou +      | 965    |
| 3 388  | 60-74 ans    | 3 413  |
| 4 872  | 45-59 ans    | 5 179  |
| 5 896  | 30-44 ans    | 6 423  |
| 5 862  | 15-29 ans    | 6 095  |
| 6 559  | 0-14 ans     | 6 145  |